# Markus in Barbara

Markus in Barbara in skrivnost samotnega zaliva (COBISS) je knjiga pisatelja Petra Schuberta. Dogaja se ob slovenski obali.

#### Glavne osebe
Glavne osebe v knjigi so Barbara, Markus, njuna oče in mama ter Kristina, ki jo Barbara spozna na morju.

#### Kratka vsebina
Knjiga se začne na konjskem hrbtu, ko Barbara spozna Kristino. Skupaj grejo v zaliv, kjer se Markus in Barbara potapljata. Zaliv ni tako navaden, kot je videti...